# Харин, Василий Петрович (Герой Социалистического Труда)
Василий Петрович Харин (28 февраля 1914, Маслоковцы — 17 января 1992, Кулевчи) — передовик советского сельского хозяйства, тракторист-комбайнёр Кулевчинской МТС Варненского района Челябинской области, Герой Социалистического Труда (1957).

## Биография
Родился в 1914 году в посёлке Маслоковцы Верхнеуральского уезда Оренбургской губернии в русской крестьянской семье. Завершив обучение в сельской школе, в 1934 году прошёл курсы механизаторов при Кулевчинской машинно-тракторной станции. Трудовую деятельность начал в колхозе. С 1936 года работал комбайнёром Кулевчинской МТС. В годы Великой Отечественной войны был освобождён от призыва, несмотря на просьбы отправить на фронт.
В 1956 году на комбайне «Сталинец-6» убрал зерновые с площади 1136 гектаров, намолотил 14600 центнеров зерна. С этим показателем стал передовым комбайнёром в районе.
За особые заслуги в освоении целинных и залежных земель, проведении уборки урожая и хлебозаготовок в 1956 году, Указом Президиума Верховного Совета СССР от 11 января 1957 года Василию Петровичу Харину было присвоено звание Героя Социалистического Труда с вручением ордена Ленина и золотой медали «Серп и Молот».
После расформирования МТС, до 1965 года работал комбайнёром в совхозе «Кулевчинский». Член КПСС. Член Варненского районного комитета КПСС. Член парткома совхоза «Кулевчинский».
Проживал в селе Кулевчи, Челябинской области. Умер 17 января 1992 года.

## Награды
За трудовые успехи удостоен:
- золотая звезда «Серп и Молот» (11.01.1957),
- орден Ленина (11.01.1957),
- Медаль «За доблестный труд в Великой Отечественной войне 1941—1945 гг.»,
- Медаль «За освоение целинных земель»
- другие медали.